# Болезнь Лайма
Клещево́й боррелио́з (новейшее название из переводной англоязычной литературы — боле́знь Ла́йма или Лайм-боррелиоз) — трансмиссивное инфекционное заболевание, вызываемое спирохетами рода Borrelia. Возбудители попадают в кровь жертвы при укусе инфицированными иксодовыми клещами, принадлежащими к нескольким видам рода Ixodes, а также оленьими кровососками. В России XIX—XX веков боррелиоз с borrelia persica как возбудителем и аргасовым клещом как переносчиком был также известен под названиями «косарная лихорадка/болезнь», «болезнь/лихорадка косцов» (то есть болезнь косаря, которая могла возникнуть после ночёвки в стоге сена во время летней страды́).
Болезнь Лайма является самым распространённым среди заболеваний, передаваемых при укусах клещей. На территории России клещевой боррелиоз встречается повсеместно. По России раскинулся самый большой в мире ареал распространерия клещевого боррелиоза: природные очаги протянулись от Калининграда на западе до Сахалина на востоке.
Заболевание обладает большим многообразием клинических проявлений. Ранние проявления болезни могут включать в себя: жар, головные боли, усталость и характерную кожную сыпь в месте присасывания клеща, название которой — мигрирующая эритема. В некоторых случаях, в присутствии генетической предрасположенности, в патологический процесс вовлекаются ткани суставов, сердце, нервная система, глаза.
В большинстве случаев излечивается с помощью антибиотиков. Исход заболевания во многом зависит от своевременности и правильности постановки диагноза и раннего начала лечения инфекции.
Вопрос существования так называемого постлаймовского синдрома, или хронической болезни Лайма, является спорным. Специалисты считают, что такой диагноз — ошибочный или ложный: у части пациентов наблюдаются симптомы, похожие на болезнь Лайма, при том, что возбудитель заболевания в организме отсутствует. Например, один из подкомитетов Министерства здравоохранения и социальных служб США предложил термин «постоянные симптомы болезни Лайма» для обозначения таких состояний. Диагноз «хроническая болезнь Лайма» (в России — «хронический боррелиоз») больным людям зачастую сообщают деятели альтернативной медицины, не являющиеся врачами, и люди с медицинским образованием, не имеющие права лечить инфекционные заболевания. 

## История изучения заболевания
Впервые сообщения о системном клещевом боррелиозе появились в 1975 году в США, где 1 ноября в штате Коннектикут, в небольшом городке Олд-Лайм (отсюда и название заболевания), были зарегистрированы случаи этой болезни. В департамент здравоохранения обратились две женщины, чьим детям был поставлен диагноз «ювенильный ревматоидный артрит». Тот же диагноз был поставлен и нескольким взрослым. Исследования, проведённые в отделении ревматологии Центра по контролю за болезнями командой медиков во главе с Алленом Стиром (англ. Allen Steere), установили, что болезнь возникает после укуса клещей, причём артрит часто сочетался с мигрирующей кольцевидной эритемой.
Заболеваемость ювенильным ревматоидным артритом составляет от 1 до 15 на 100000 детей (возраст до 16 лет). Распространённость ювенильного ревматоидного артрита в разных странах равна 0,05—0,6 %. А. Стир отметил, что в штате Коннектикут количество заболевших детей в 100 раз превышает это число.
Основной переносчик возбудителя болезни — иксодовый клещ (Ixodes damini) — был установлен в 1977 году. В 1982 году Вилли Бургдорфер (англ. Willy Burgdorfer) впервые выделил из клещей спирохетоподобные микроорганизмы рода Borrelia, впоследствии названные Borrelia burgdorferi. Американские исследователи нашли Borrelia burgdorferi в крови и спинномозговой жидкости больных боррелиозом, а у ряда пациентов удалось обнаружить и антитела к B. burgdorferi. Эти данные позволили полностью расшифровать этиологию и эпидемиологию болезни Лайма. Болезнь Лайма в настоящее время зарегистрирована в 25 штатах США. Клинические проявления заболевания, сходные с системным клещевым боррелиозом, отмечены в Прибалтике, северо-западных, центральных и южных районах России, а также в Предуралье, на Урале, в Западной Сибири и на Дальнем Востоке. В последние годы публикуются сообщения о случаях заболеваний лайм-боррелиозом в ряде стран Европы.
До 60 % генома Borrelia burgdorferi выявлено в материале, извлечённом из останков человека, погибшего в Альпах около 5300 лет назад.
В СССР боррелиоз был впервые серологически выявлен в 1985 году НИИ эпидемиологии и микробиологии имени Н. Ф. Гамалеи. В 1991 году иксодовые клещевые боррелиозы (ИКБ) были включены в официальный государственный перечень заболеваний, регистрируемых на территории страны.

## Мифы о клещевом боррелиозе
Распространение с 1975 года болезни Лайма на северо-востоке США в ареале с центром на острове Плам ряд исследователей связывает с военным полигоном на этом острове, где американские военные, при помощи трофейных специалистов из Третьего рейха, осуществляли биологические опыты.

## Классификация
Формы болезни: латентная, манифестная.
- По течению:
  - острое
  - подострое;
- По клиническим признакам:
  - Острое и подострое течение
    - эритемная форма
    - безэритемная форма
    - с преимущественным поражением нервной системы, сердца, суставов
    - с преимущественным поражением нервной системы, суставов, кожи, сердца
- По тяжести:
  - тяжёлая
  - средней тяжести
  - лёгкая
- Признаки инфицированности:
  - серонегативная
  - серопозитивная

Латентная форма диагностируется при лабораторном подтверждении диагноза и отсутствии каких-либо признаков болезни.
По течению: острое течение — продолжительность болезни до 3 месяцев, подострое — с 3 месяцев и более.
По клиническим признакам при остром и подостром течении выделяется: эритемная форма — в случае развития эритемы кожи на месте укуса клеща, и безэритемная форма — при наличии лихорадки, интоксикации, но без эритемы. Каждая из этих форм может протекать с симптомами поражения нервной системы, сердца, суставов.

## Эпидемиология

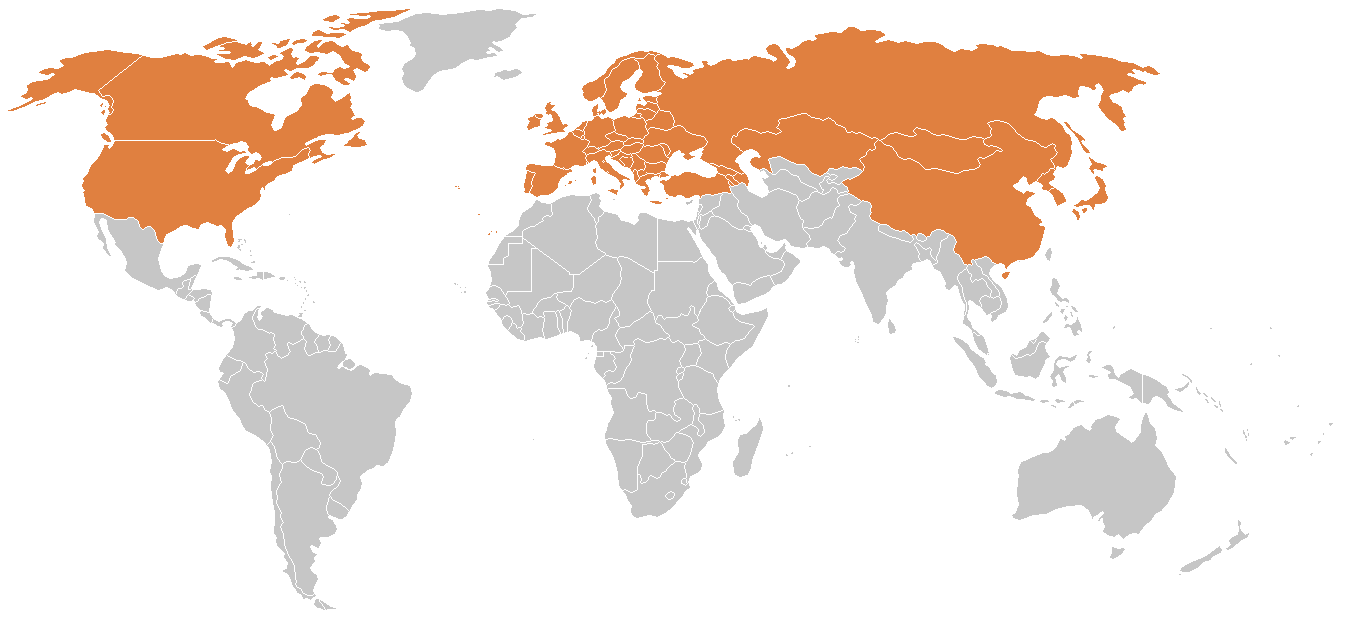
Эндемичные страны, где зафиксированы вспышки заболевания

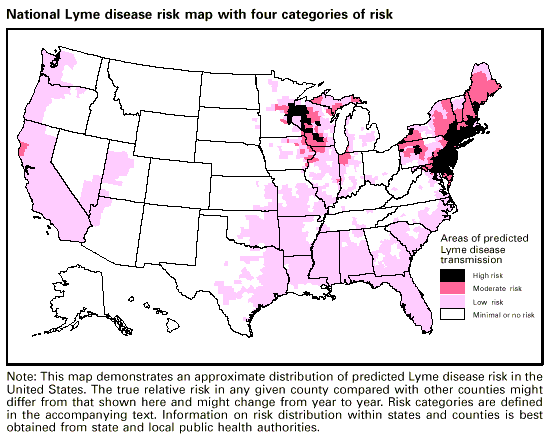
Зоны риска в США

В природе многие позвоночные являются естественными хозяевами возбудителя болезни Лайма: белохвостые олени (в Америке), грызуны, собаки, овцы, птицы, крупный рогатый скот. Основные векторы боррелий — кровососки и иксодовые клещи: Ixodes damini — в США, Ixodes ricinus, Ixodes persulcatus — в Европе. Обнаружить спирохету в тканях млекопитающих очень сложно. Этот микроорганизм не только чрезвычайно мелок, образует споровые формы, но и, как правило, присутствует в тканях в очень небольшом количестве. Наиболее надёжный метод выявления B. burgdorferi — обработка образца специфическими антителами к боррелиям, меченным флюоресцеином. При помощи этого метода боррелии были найдены в глазах, почках, селезёнке, печени, семенниках и мозге различных млекопитающих, а также некоторых видов птиц из группы воробьиных (судя по географии системного клещевого боррелиоза, боррелии распространяются мигрирующими птицами с прикрепившимися к ним заражёнными клещами). В районах, высокоэндемичных по болезни Лайма, боррелии присутствуют в пищеварительной системе до 90 % клещей рода Ixodes, но лишь у немногих из них боррелии обнаруживаются в слюнных железах.
На разных континентах заболевание переносят клещи разных видов: в США это Ixodes scapularis и Ixodes pacificus, в Европе — Ixodes ricinus (наиболее распространённый вид) и Ixodes persulcatus. У этих видов разное время переноса боррелий при укусе: для североамериканских видов оно составляет около 36 часов, у преобладающих в Европе Ixodes ricinus — 24 часа и менее.
Именно клещи служат основным резервуаром B. burgdorferi, так как инфекция у них продолжается всю жизнь, и они могут передавать её трансовариально потомству. Клещи распространены чрезвычайно широко в регионах с умеренным климатом, особенно в смешанных лесах. Жизненный цикл Ixodes damini обычно длится 2 года. Взрослых клещей можно найти в кустарнике, приблизительно в метре от земли, откуда им легко перебраться на крупных млекопитающих. Зимуют только самки, самцы погибают вскоре после спаривания.
Так как боррелии попадают в организм человека только со слюной клеща, во время присасывания, заражение людей происходит нечасто. Болезнь Лайма одинаково поражает людей разного пола и возраста. В нескольких исследованиях сообщалось о спонтанных выкидышах, а также врождённых пороках сердца у плодов, чьи матери инфицированы В. burgdorferi во время беременности. Обнаружение боррелий в различных органах плода (головном мозге, печени, почках) свидетельствует о трансплацентарной передаче возбудителя. Однако ни в одном из этих случаев признаков воспалительной реакции в поражённых тканях не было, таким образом, невозможно сделать однозначный вывод о причинной взаимосвязи между наличием спирохет и неблагоприятным для плода исходом. Хотя в настоящее время существование врождённого боррелиоза Лайма остаётся под вопросом, беременные женщины, инфицированные В. burgdorferi, должны обязательно получать лечение антибиотиками. Для системного клещевого боррелиоза характерна весенне-летняя сезонность (май-сентябрь), соответствующая наибольшей активности клещей. Риск заразиться возрастает для тех, кто держит домашних животных. Географическое распространение системного клещевого боррелиоза сходно с ареалом клещевого энцефалита, что обуславливает возможность одновременного заражения двумя возбудителями и развитием смешанной инфекции.
В экспериментах на мышах после укуса нимфы европейского клеща вида I. ricinus, слюна которых содержала боррелии, приблизительно в половине случаев происходило заражение независимо от того, извлекали клеща через ~16 часов после укуса или через ~28 часов. Заражение происходило во всех случаях, когда клеща извлекали после 47 часов после укуса. На вероятность заражения не влиял метод извлечения клеща, в том числе с его раздавливанием. Другими словами, вероятность инфицирования после укуса заразного клеща зависит исключительно от времени, которое прошло от момента укуса, поэтому присосавшегося клеща нужно извлекать как можно быстрее любым способом, если нет никаких инструментов — голыми руками.
Распространено мнение, что опасность инфекции низка или отсутствует при условии извлечения клеща через 24 часа или через 48 часов после укуса, но это не соответствует действительности. По состоянию на 2014 год время после укуса клеща, минимально необходимое для инфицирования боррелиями, осталось невыясненным. Срок менее 16 часов никогда не исследовался, и он не является гарантией отсутствия заражения.
| Показатель                                            | 2010    | 2011    | 2012    | 2013    | 2014    | 2015    | 2016    | 2017    |  |
| ----------------------------------------------------- | ------- | ------- | ------- | ------- | ------- | ------- | ------- | ------- |  |
| Число обратившихся после укуса клеща, чел.            | 455 000 | 570 000 | 510 267 | 410 000 | 440 000 | 536 756 | 467 965 | 508 123 |  |
| Боррелиоз выявлен, чел.                               |         | 9 957   | 8 350   | 7 000   |         | 7 359   | 6 103   | 6 141   |  |
| Заразившиеся боррелиозом от общего числа укушенных, % |         | 1,74    | 1,63    | 1,70    |         | 1,37    | 1,30    | 1,20    |  |

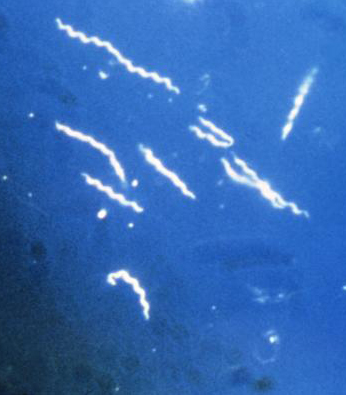
Представитель рода Borrelia, этиологический агент болезни Лайма. Увеличение в 400 раз

До самого недавнего времени считалось, что возбудителем болезни Лайма является только один вид боррелий — Borrelia burgdorferi. Однако некоторые различия в белковом составе изолятов боррелий из различных природных очагов позволили изначально предполагать, что Лайм-боррелиоз этиологически неоднороден. B. burgdorferi широко распространён в умеренном климатическом поясе. По методу Грама спирохета окрашивается в красный цвет (грамотрицательная бактерия). Анилиновыми красителями окрашиваются более интенсивно, чем трепонемы, и несколько слабее других боррелий. Как и другие виды боррелий, культивируются в модифицированной среде Kelly (селективная среда BSK-K5). Имеет жгутики, число которых у некоторых штаммов может варьироваться. Боррелии культивируют на жидкой питательной среде, содержащей множество компонентов. Малый диаметр спирохет позволяет им проникать через большинство бактериальных фильтров. B. burgdorferi состоит из плазматического цилиндра, окружённого клеточной мембраной, содержащей термостабильный липополисахарид. Оптимальная температура роста возбудителя болезни Лайма от 33° до 37 °C.
Спирохета Borrelia burgdorferi по форме напоминает штопорообразно извитую спираль, состоящую из осевой нити, вокруг которой расположена цитоплазма, её длина от 11 до 25 мкм и ширина 0,18—0,25 мкм; размеры меняются в разных хозяевах и при культивировании. Завитки неравномерные, при витальном наблюдении совершают медленные вращательные движения. Обнаружены как право-, так и левовращающие формы (патогенетическое значение до настоящего времени неизвестно). В морфологическом отношении эти спирохеты более сходны с трепонемами, однако крупнее их. Они имеют группы поверхностных антигенов Osp A, Osp В и Osp С, которые и определяют различие отдельных штаммов.
В настоящее время выделено более 10 геномных групп, относящихся к комплексу Borrelia burgdorferi sensu lato, которые неравномерно распределены по земному шару. В Евразии обнаружены группы В. burgdorferi sensu stricto, В. garinii, В. garinii (тип NT29), В. afzelii, В. valaisiana (группа VS116), В. lusitaniae (группа PotiB2), B. japonica, В. tanukii и В. turdae, а в Америке — группы Borrelia burgdorferi s. s., B. andersonii (группа DN127), 21038, CA55 и 25015. Что касается обнаруженной в Японии B-japonica, то она, по всей видимости, непатогенна для человека. Следует заметить, что на сегодняшний день патогенный потенциал группы VS116 (В. valaisiana) также неизвестен. Результаты исследований и клинических наблюдений последних лет позволяют предполагать, что от вида боррелий может зависеть характер органных поражений у пациента. Так, получены данные о существовании ассоциации между В. garinii и неврологическими проявлениями, В. burgdorferi s. s. и Лайм-артритом, В. afzelii и хроническим атрофическим дерматитом. Следовательно, наблюдаемые различия в клинической картине течения болезни Лайма у больных в различных точках нозоареала этой инфекции могут иметь в своей основе генетическую гетерогенность комплекса В. burgdorferi sensu lato. Учитывая все эти факты, в настоящее время под термином «Болезнь Лайма» принято подразумевать целую группу этиологически самостоятельных иксодовых клещевых боррелиозов.

## Патогенез
Со слюной клеща возбудитель системного клещевого боррелиоза проникает в организм человека. На коже, в месте присасывания клеща, развивается мигрирующая эритема (лат. erythema migrans). От места внедрения с током лимфы и крови возбудитель попадает во внутренние органы, суставы, лимфатические образования; периневральный, а в дальнейшем и ростральный путь распространения с вовлечением в воспалительный процесс мозговых оболочек. Погибая, боррелии выделяют эндотоксин, который обуславливает каскад иммунопатологических реакций.
При попадании возбудителя в различные органы и ткани происходит активное раздражение иммунной системы, что приводит к генерализованному и местному гуморальному и клеточному гипериммунному ответу. На этой стадии заболевания выработка антител IgM и затем IgG происходит в ответ на появление флагеллярного жгутикового антигена боррелий массой 41 кДа. Важным иммуногеном в патогенезе являются поверхностные белки Osp С, которые характерны преимущественно для европейских штаммов. В случае прогрессирования болезни (отсутствие или недостаточное лечение) расширяется спектр антител к антигенам спирохеты (к полипептидам от 16 до 93 кДа), что ведёт к длительной выработке IgM и IgG. Повышается количество циркулирующих иммунных комплексов.
Иммунные комплексы могут формироваться и в поражённых тканях, которые активируют основные факторы воспаления — генерацию лейкотаксических стимулов и фагоцитоз. Характерной особенностью является наличие лимфоплазматических инфильтратов, обнаруживаемых в коже, подкожной клетчатке, лимфатических узлах, селезёнке, мозге, периферических ганглиях.
Клеточный иммунный ответ формируется по мере прогрессирования заболевания, при этом наибольшая реактивность мононуклеарных клеток проявляется в тканях «мишенях». Повышается уровень Т-хелперов и Т-супрессоров, индекс стимуляции лимфоцитов крови. Установлено, что степень изменения клеточного звена иммунной системы зависит от тяжести течения заболевания.
Ведущую роль в патогенезе артритов несут липосахариды, входящие в состав боррелий, которые стимулируют секрецию интерлейкина-1 клетками моноцитарно-макрофагального ряда, некоторыми Т-лимфоцитами, В-лимфоцитами и др.
Интерлейкин-1 в свою очередь стимулирует секрецию простагландинов и коллагеназы синовиальной тканью, то есть активирует воспаление в суставах, что приводит к резорбции кости, деструкции хряща, стимулирует образование паннуса.
Существенное значение имеют процессы, связанные с накоплением специфических иммунных комплексов, содержащих антигены спирохет, в синовиальной оболочке суставов, дерме, почках, миокарде. Скопление иммунных комплексов привлекает нейтрофилы, которые вырабатывают различные медиаторы воспаления, биологически активные вещества и ферменты, вызывающие воспалительные и дистрофические изменения в тканях.
Возбудитель длительно (более 10 лет) сохраняется в организме, по-видимому, в лимфатической системе, но причины, приводящие к этому, неизвестны.
Замедленный иммунный ответ, связанный с относительно поздней и слабовыраженной боррелемией, развитие аутоиммунных реакций и возможность внутриклеточной персистенции возбудителя являются одними из основных причин хронизации инфекции.
Врождённый боррелиоз Лайма
Как и при других спирохетозах, иммунитет при болезни Лайма носит нестерильный характер. У переболевших может быть повторное заражение спустя 5 — 7 лет.

## Симптоматика

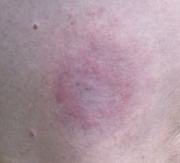
Характерная сыпь, вызванная болезнью Лайма

Кольцевидная эритема при болезни Лайма

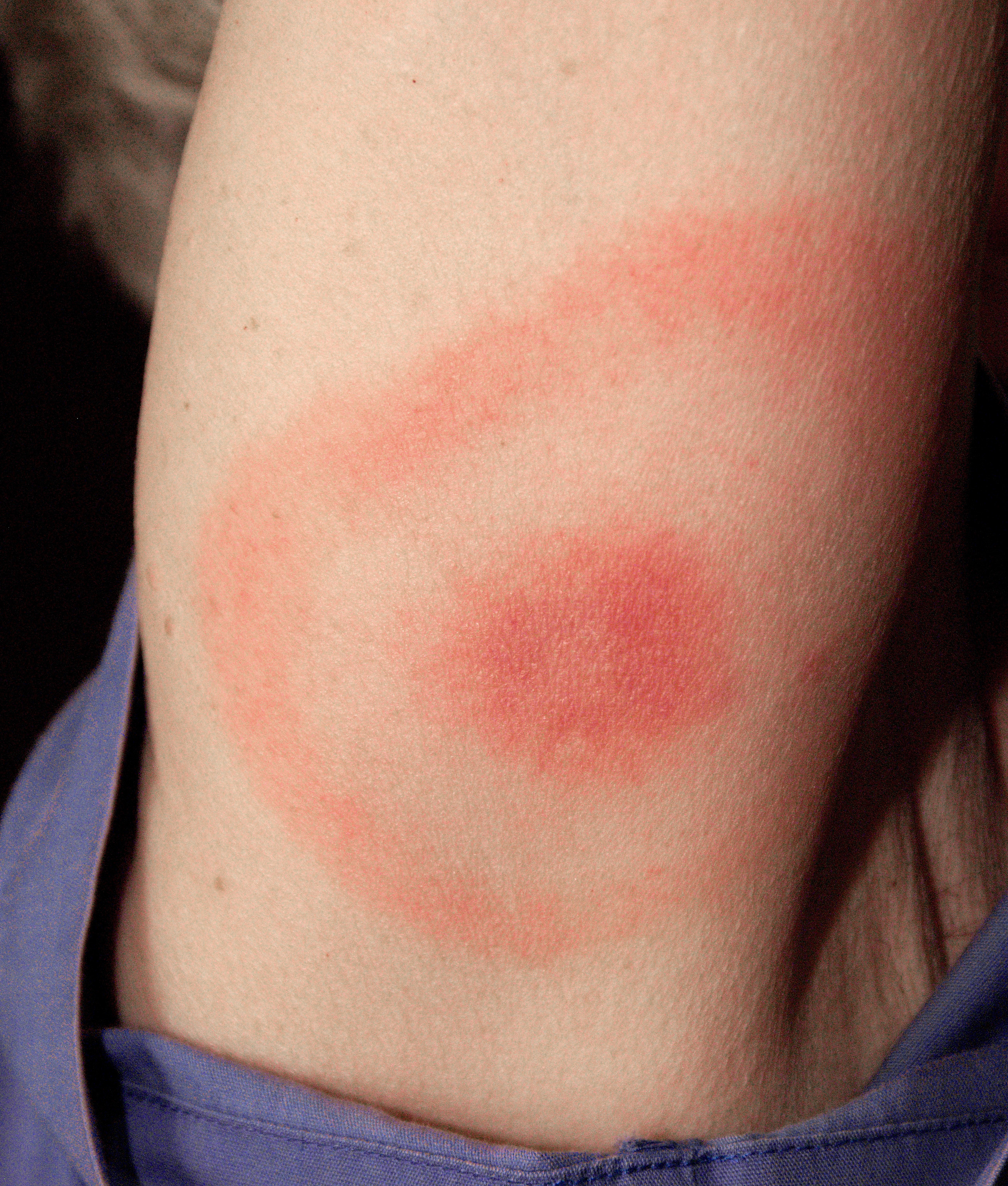
Мигрирующая кольцевидная эритема при болезни Лайма

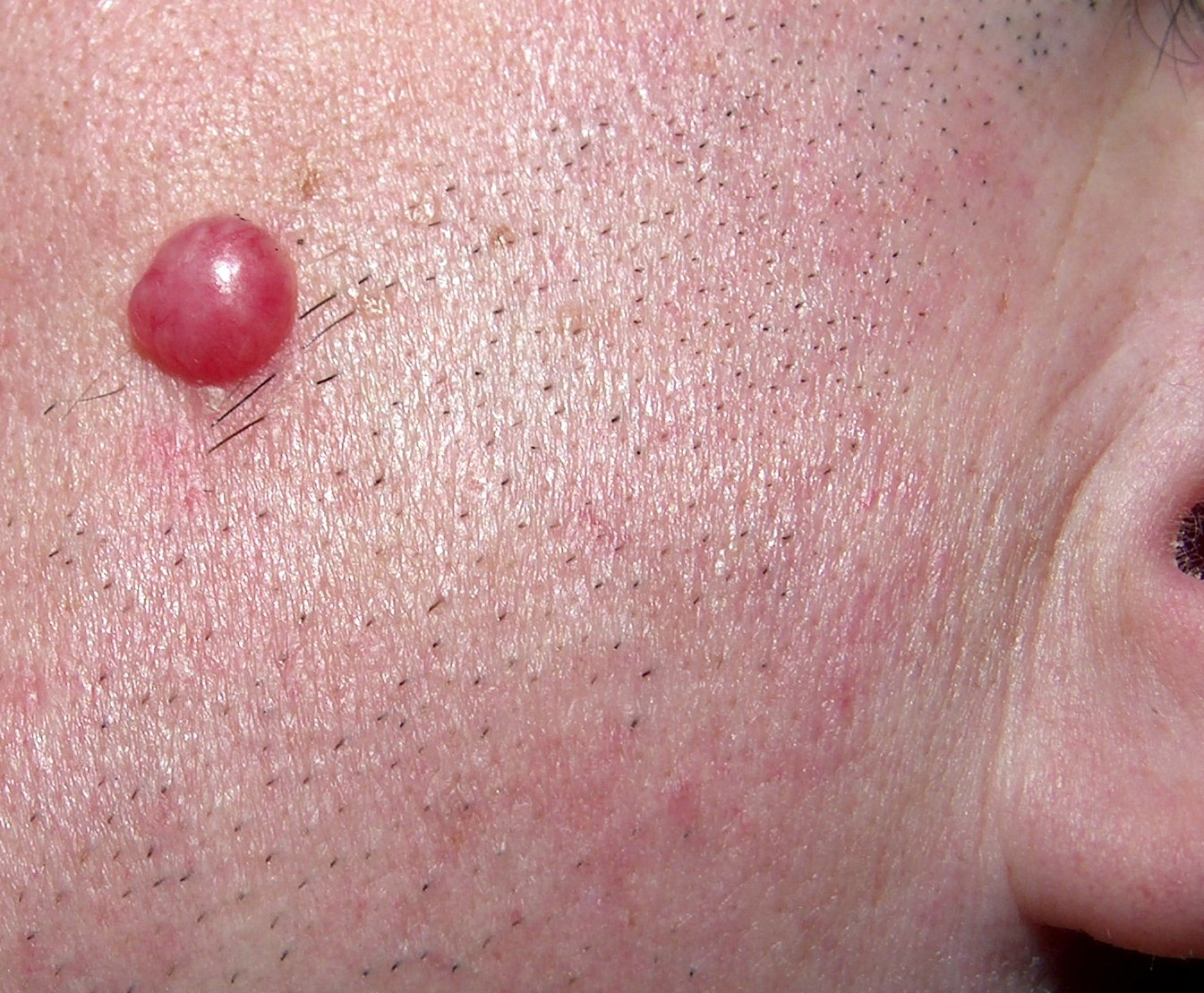
Доброкачественная лимфоцитома кожи на щеке

Инкубационный период от инфицирования до проявления симптомов обычно 1—2 недели, но он может быть и намного короче (несколько дней), или длиннее (от месяцев до лет). Типично симптомы проявляются с мая по сентябрь, так как в это время развиваются нимфы клещей, которые и являются причиной большинства заражений. Асимптомное инфицирование имеет место, но, по статистическим данным, составляет менее чем 7 % от заражений болезнью Лайма в США. Асимптомное течение болезни более типично для стран Европы.
Классифицируют два периода болезни Лайма:
- Ранний период
  - I стадия
  - II стадия
- Поздний период
  - III стадия

### I стадия
Первая стадия характеризуется острым или подострым началом. Первые проявления болезни неспецифичны: озноб, повышение температуры тела, головная боль, ломота в мышцах, выраженная слабость и утомляемость. Характерна скованность мышц шеи.
У части больных появляются тошнота и рвота, в отдельных случаях могут быть катаральные явления: першения в горле, сухой кашель, насморк. На месте присасывания клещей появляется распространяющееся кольцевидное покраснение — мигрирующая кольцевидная эритема, встречающаяся у 60—80 % больных. Иногда эритема является первым симптомом болезни и предшествует общеинфекционному синдрому. В таких случаях пациенты сперва обращаются к аллергологу или дерматологу, которые диагностируют «аллергическую реакцию на укус клеща».
Вначале на месте укуса в течение 1—7 дней возникает макула или папула, а затем в течение нескольких дней или недель участок покраснения расширяется (мигрирует) во все стороны. Края его интенсивно красные и слегка приподнимаются над непоражённой кожей в виде кольца, а в центре эритема чуть бледнее. Иногда мигрирующая кольцевидная эритема сопровождается региональной лимфаденопатией.
Эритема обычно овальная или круглая, диаметром 10—20 мм, иногда до 60 мм. Внутри такого большого участка могут быть отдельные кольцевидные элементы.
У некоторых больных весь поражённый участок имеет равномерно красный цвет, у других на фоне эритемы появляются везикулы и участки некроза. Большинство больных указывают на неприятные ощущения в области эритемы, меньшая часть испытывает сильное жжение, зуд и боль.
Мигрирующая кольцевидная эритема локализуется чаще всего на ногах, реже на нижней части туловища (живот, поясница), в подмышечных и паховых областях, на шее. У некоторых больных наряду с первичными поражениями кожи на месте присасывания клеща в течение нескольких дней появляются множественные кольцевидные высыпания, напоминающие мигрирующую эритему, однако они обычно меньших размеров, чем первичный очаг. След от присасывания клеща может оставаться заметным в течение нескольких недель в виде чёрной корочки или ярко-красного пятна.
Отмечаются и другие кожные симптомы: уртикарная сыпь на лице, крапивница, небольшие преходящие красные точечные и кольцевидные высыпания, а также конъюнктивит.
Примерно у 5—8 % больных уже в острый период появляются признаки поражения мягких оболочек мозга, проявляющиеся общемозговой симптоматикой (головная боль, тошнота, повторная рвота, гиперестезия, светобоязнь, появление менингеальных симптомов). При люмбальной пункции у таких больных регистрируется повышенное давление цереброспинальной жидкости (250—300 мм водяного столба), а также умеренный лимфоцитарный плеоцитоз, повышенное содержание белка, глюкозы. В ряде случаев состав цереброспинальной жидкости не изменяется, что расценивается как проявление менингизма.
Часто у больных отмечаются миалгии и артралгии.
В остром периоде заболевания у отдельных больных наблюдаются признаки безжелтушного гепатита, которые проявляются в виде анорексии, тошноты, рвоты, болей в области печени, увеличение её размеров. Активность трансаминаз и лактатдегидрогеназы в сыворотке крови возрастает.
Мигрирующая кольцевидная эритема является постоянным симптомом I стадии болезни, другие симптомы острого периода изменчивы и преходящи. Приблизительно в 20 % случаев кожные проявления являются единственным проявлением I стадии болезни Лайма. У некоторых больных эритема остаётся незамеченной или отсутствует. В подобных случаях в I стадии наблюдается только лихорадка и общеинфекционные симптомы.
В 6—8 % случаев возможно субклиническое течение инфекции, при этом отсутствуют клинические проявления болезни.
Отсутствие симптомов болезни не исключает развития в последующем II и III стадий заболевания.
Как правило, первая стадия длится от 3 до 30 дней.
Исходом первой стадии может быть выздоровление, вероятность которого значительно возрастает при проведении адекватного антибактериального лечения.
В противном случае даже при нормализации температуры тела и исчезновении эритемы болезнь постепенно переходит в так называемый поздний период, включающий вторую и третью стадии.

### II стадия
Вторая стадия характеризуется диссеминацией возбудителя с током крови и лимфы по организму и развивается не у всех больных. Сроки её возникновения варьируются, но чаще всего у 10—15 % больных через 1—3 месяца после начала болезни развивается неврологическая и кардиальная симптоматика.
Неврологические симптомы могут проявляться в виде менингита, менингоэнцефалита с лимфоцитарным плеоцитозом цереброспинальной жидкости, парезов черепных нервов и периферической радикулопатии. Такое сочетание симптомов довольно специфично для болезни Лайма. Характерны пульсирующая головная боль, ригидность затылочных мышц, фотофобия; лихорадка обычно отсутствует; больных, как правило, беспокоят значительная утомляемость и слабость. Иногда отмечаются умеренные расстройства сна и памяти, концентрации внимания, и выраженная эмоциональная лабильность. Из черепных нервов чаще поражается лицевой, причём изолированный паралич какого-либо краниального нерва может быть единственным проявлением болезни Лайма. При этой болезни (как при саркоидозе и синдроме Гийена-Барре) отмечается двусторонний паралич лицевого нерва. Поражение лицевого нерва может протекать без нарушения чувствительности, слуха и без слезотечения. Возможны невриты глазодвигательных, зрительных и слуховых нервов.
Без антибактериальной терапии менингит может продолжаться от нескольких недель до нескольких месяцев. Характерной чертой системного клещевого боррелиоза является сочетание менингита (менингоэнцефалита) с невритами черепных нервов и радикулоневритами. В Европе среди неврологических поражений чаще всего встречается лимфоцитарный менингорадикулоневрит Баннварта, при котором появляются интенсивные корешковые боли (чаще бывают шейно-грудные радикулиты), изменения в цереброспинальной жидкости, свидетельствующие о серозном менингите, хотя в ряде случаев менингеальные симптомы выражены слабо или отсутствуют.
У детей преобладает обычно менингеальный синдром, у взрослых чаще поражается периферическая нервная система.
У больных с болезнью Лайма могут быть более тяжёлые и продолжительные проявления со стороны нервной системы: энцефалиты, миелиты, хорея, церебральная атаксия.
Во II стадии болезни поражается также и сердечно-сосудистая система, что, однако, наблюдается реже, чем поражение нервной системы, и не имеет характерных черт.
Обычно через 1—3 месяца после мигрирующей кольцевидной эритемы у 4—10 % больных возникают кардиальные нарушения. Наиболее частый симптом — нарушение проводимости по типу атриовентрикулярной блокады, включая полную поперечную блокаду, которая является хотя и редким, но типичным проявлением системного клещевого боррелиоза. Зафиксировать преходящую блокаду довольно трудно из-за её преходящего характера, но снятие ЭКГ желательно у всех пациентов с мигрирующей кольцевидной эритемой, поскольку полной поперечной блокаде обычно предшествуют менее выраженные нарушения ритма. При болезни Лайма возможно развитие перикардита и миокардита.
Пациенты ощущают сердцебиение, одышку, сжимающие боли в груди, головокружение. Иногда поражение сердца выявляется на ЭКГ только удлинением интервала PQ.
Нарушение проводимости обычно самостоятельно проходят через 2—3 недели, но полная атриовентрикулярная блокада требует вмешательства кардиологов и кардиохирургов.
В первые годы изучения клинической картины болезни Лайма полагали, что для II стадии характерны в основном неврологические и кардиальные проявления.
Однако за последние годы накопились данные, свидетельствующие о том, что эта стадия имеет очень яркий клинический полиморфизм, обусловленный способностью боррелий проникать в любые органы и ткани и вызывать моно- и полиорганные поражения.
Так, поражение кожи может протекать со вторичными кольцевидными элементами, эритематозной сыпью на ладонях по типу капилляритов, диффузной эритемой и уртикарной сыпью, доброкачественной лимфоцитомой кожи.
Наряду с мигрирующей кольцевидной эритемой доброкачественная лимфоцитома кожи считается одним из немногих проявлений болезни Лайма. Клинически доброкачественная лимфоцитома кожи характеризуется появлением единичного инфильтрата или узелка, либо диссеминированных бляшек. Наиболее часто поражаются мочки уха, соски и ареолы молочных желёз, которые выглядят отёчными, ярко-малиновыми и слегка болезненны при пальпации. Поражаются также лицо, гениталии и паховые области. Длительность течения (волнообразного) от нескольких месяцев до нескольких лет. Болезнь может сочетаться с любыми другими проявлениями системного клещевого боррелиоза.
Клиническая картина доброкачественной лимфоцитомы кожи хорошо изучена благодаря исследованиям Гроссхана, который доказал спирохетную этиологию этого состояния ещё до открытия болезни Лайма.
На стадии диссеминации болезни Лайма встречаются и различные неспецифические клинические проявления: конъюнктивит, ирит, хориоретинит, панофтальмит, ангина, бронхит, гепатит, спленит, орхит, микрогематурия или протеинурия, а также выраженная слабость и утомляемость.

### III стадия
Третья стадия формируется у 10 % больных через 6 месяцев — 2 года после острого периода. Наиболее изученными в этом периоде являются поражения суставов (хронический Лайм-артрит), поражение кожи (атрофический акродерматит), а также хронические неврологические синдромы напоминающие по срокам развития третичный период нейросифилиса. В настоящее время ряд этиологически нерасшифрованных заболеваний предположительно связывают с боррелиозной инфекцией, например прогрессирующую энцефалопатию, рецидивирующий менингит, множественный мононеврит, некоторые психозы, судорожные состояния, поперечный миелит, васкулит сосудов мозга.
В III стадии выделяют 3 варианта поражения суставов:
- артралгии;
- доброкачественный рецидивирующий артрит;
- хронический прогрессирующий артрит.

Мигрирующие артралгии отмечаются довольно часто — в 20—50 % случаев, сопровождаются миалгиями, особенно интенсивными в области шеи, а также тендовагинитами, а изредка и быстро проходящим моноартритом. Объективные признаки воспаления обычно отсутствуют даже при большой интенсивности артралгий, которые иногда обездвиживают больных.
Как правило, боли в суставах имеют интермиттирующий характер, длятся в течение нескольких дней, сочетаясь со слабостью, утомляемостью, головной болью. Боли в суставах очень значительной силы могут повторяться несколько раз, но проходят самостоятельно.
При втором варианте поражения суставов развивается артрит, часто хронологически связанный с укусом клеща или развитием мигрирующей кожной эритемы. Больных беспокоят боли в животе, головные боли, выявляется полиаденит. Регистрируется также и другие неспецифические симптомы интоксикации. Этот вариант поражения суставов развивается от нескольких недель до нескольких месяцев после возникновения мигрирующей кожной эритемы. Наиболее часто встречается асимметричный моноолигоартрит с вовлечением коленных суставов; менее типичны развитие кист Бейкера (выпячивание сумки коленного сустава при экссудативном воспалительном процессе), поражение мелких суставов. Боли в суставах могут беспокоить больных от 7—14 дней до нескольких недель, могут повторятся несколько раз, причём промежутки между рецидивами составляют от нескольких недель до нескольких месяцев. В дальнейшем частота рецидивов снижается, атаки становятся всё более редкими и затем полностью прекращаются. Считают, что этот доброкачественный вариант артрита, протекающий по типу инфекционно-аллергического, дольше 5 лет не продолжается. У значительного числа больных может быть всего 1—2 эпизода артрита.
Третий вариант поражения суставов — хронический артрит — обычно развивается не у всех больных (10 %), причём после периода интермиттирующего олигоартрита или мигрирующего полиартрита. Суставной синдром приобретает характер хронического, сопровождается образованием паннуса (аналогичного паннусу при ревматоидном артрите) и эрозий хряща; иногда морфологически неотличим от ревматоидного артрита.
При хроническом Лайм-артрите поражается не только синовиальная оболочка, но и другие структуры сустава, например периартикулярные ткани (бурситы, лигаментиты, энтезопатии). В более поздних стадиях в суставах выявляются типичные для хронического воспаления изменения: остеопороз, истончение и утрата хряща, кортикальные и краевые узуры (исчезновение ограниченной части органа), реже дегенеративные изменения: остеофитоз (наслоение на кость рыхлой молодой массы), субартикулярный склероз.
Клиническое течение Лайм-артрита может быть сходным с таковым при ревматоидном артрите, болезни Бехтерева и других серонегативных спондилоартритах.
Поздний период болезни Лайма характеризуется значительно менее выраженным клиническим полиморфизмом, и ведущими считают, кроме поражения суставов, своеобразные поражения нервной системы (хронический энцефаломиелит, спастический парапарез, некоторые расстройства памяти, деменция, хроническая аксональная полирадикулопатия).
К поражению кожи позднего периода относят атрофический акродерматит и очаговую склеродермию.
Атрофический акродерматит встречается в любом возрасте. Начало болезни постепенное и характеризуется появлением цианотично-красных пятен на разгибательных поверхностях конечностей (колени, локти, тыл кистей, подошвы). Часто появляются воспалительные инфильтраты, но могут наблюдаться узелки фиброзной консистенции, отёчность кожи, региональная лимфаденопатия. Обычно поражаются конечности, но могут вовлекаться и другие участки кожи туловища. Воспалительная (инфильтративная) фаза развивается длительно, персистируя много лет, и переходит в склеротическую. Кожа в этой стадии атрофируется и напоминает смятую папиросную бумагу. У части больных (1/3) наблюдается одновременное поражение костей и суставов, у 45 % — чувствительные, реже двигательные расстройства. Латентный период до развития атрофического акродерматита составляет от 1 года до 8 лет и более. После первой стадии болезни Лайма рядом исследователей был выделен возбудитель из кожи больных атрофическим акродерматитом с давностью заболевания 2,5 года и 10 лет.
Боррелиозная инфекция отрицательно влияет на беременность. Несмотря на то, что беременность у женщин с болезнью Лайма может протекать нормально и закончиться родами здорового ребёнка, существует возможность внутриутробного инфицирования и возникновения врождённого боррелиоза аналогично врождённому сифилису. Описаны случаи летального исхода у новорождённых через несколько часов после рождения в связи с серьёзной врождённой патологией сердца (стеноз аортального клапана, коарктация аорты, эндокардиальный фиброэластоз), кровоизлияния в мозг и др. На вскрытии в мозге, сердце, печени, лёгких обнаруживаются боррелии. Наблюдались случаи мертворождения и внутриутробной гибели плода. Полагают, что боррелиоз может быть причиной токсикоза беременных.
В крови при системном клещевом боррелиозе выявляется повышение количества лейкоцитов и СОЭ. В моче может быть обнаружена макрогематурия. При биохимическом исследовании в ряде случаев выявляется повышение активности аспартатаминотрансферазы.
Не у каждого больного наблюдаются все стадии болезни.

## Хроническая болезнь Лайма
Хроническая болезнь Лайма была определена её сторонниками как стойкая инфекция Borrelia burgdorferi, требующая месяцы и годы терапии антибиотиками внутривенно и/или перорально. Они создали собственную общественную организацию (англ.) International Lyme and Associated Diseases Society (ILADS), которая опубликовала руководство по диагностике и лечению хронической болезни Лайма. (Borrelia burgdorferi — эндемик американского континента, она практически не встречается в Европе и на территории Росcии, где распространены другие виды боррелий.)
ILADS — общественная организация в США, созданная пациентами, перенёсшими боррелиоз, и врачами альтернативной («интегративной») медицины. В ILADS нет врачей-инфекционистов. Эта организация не признана медицинской в США, она не получила признания во Всемирной организации здравоохранения.
В руководстве ILADS хроническая болезнь Лайма описана как хроническое изнуряющее заболевание с субъективными симптомами, такими как усталость, артралгия, миалгия, трудности с концентрацией внимания, головные боли и раздражительность.
Среди пациентов, которым в ILADS назначили «хроническую болезнь Лайма», могут быть как недолеченные больные борреллиозом, у которых идёт инфекционный процесс в одной из поздних стадий, так и люди с разнообразными состояниями, возникшими в результате повреждения нервной системы после перенесённой болезни, есть также люди, у которых боррелиоза никогда не было, симптомы на эту болезнь не похожи, но им удобнее считать, что они больны именно этой болезнью.
Согласно руководству ILADS, диагноз «хроническая болезнь Лайма» ставится исключительно на основании мнения и опыта врача, и может быть получен даже пациентами, которые не контактировали с боррелиями.
В мире существует некоторое число людей, которые считают себя больными хроническим боррелиозом (хронической болезнью Лайма). Группы пациентов и поддерживающие их «Лайм-грамотные» врачи (англ. «Lyme literate» doctors), а также самозваные эксперты, поднимают шум с идеей о том, что болезнь Лайма может вызывать симптомы спустя продолжительное время после заболевания, и называют это «хронической болезнью Лайма» (англ. Chronic Lyme disease).
В действительности диагноза «хроническая болезнь Лайма» не существует, а приписываемые ему симптомы соответствуют синдрому хронической усталости. Однако синдром хронической усталости сложен в диагностике, и в его отношении есть как предубеждения у врачей, так и стигматизация у пациентов. Из-за этих причин синдром диагностируется редко, а вместо него ищут «альтернативные диагнозы». При предположении о болезни Лайма назначают анализ, и противоречие между похожей на боррелиоз симптоматикой и отрицательным результатом анализа смущает и врача, и пациента. В результате ставится ложный диагноз «хроническая болезнь Лайма». Бывает также ситуация, когда пациент не соглашается с диагнозом «синдром хронической усталости» из-за стигматизации этого заболевания и требует альтернативного диагноза, в некоторых случаях пациент отказывается признавать результат анализа и за свой счёт заказывает анализ в другой лаборатории (по другому методу) и получает (нужный ему) положительный результат.
Среди состояний, которые пациенты воспринимают как хронический боррелиоз, встречаются соматоформные расстройства, тревожные расстройства, депрессивные и другие расстройства. Люди с поражениями нервной системы, возникших вследствие разных заболеваний, также могут найти у себя «хронический боррелиоз». А, например, носители генотипа с аллелью HLA B-27 при любом инфекционном заболевании рискуют получить развитие реактивной артропатии, которая является одним из осложнений боррелиоза.
Ложный диагноз «хроническая болезнь Лайма» приводит к тому, что пациент длительное время принимает антибиотики, что наносит вред его здоровью, и состояние больного только ухудшается. Известны случаи, когда в результате такого «лечения» у пациентов развивались тяжёлые инфекционные заболевания. Например, после 6 месяцев приёма антибиотиков у одного пациента было выявлено инфицирование Clostridium difficile.
При лечении болезни Лайма курсом антибиотиков симптомы заболевания проходят, но у небольшой части пациентов остаётся усталость, боли опорно-двигательного аппарата, трудности с концентрацией или кратковременной памятью (один или несколько симптомов одновременно). Длящиеся больше 6 месяцев такие симптомы в современной медицине называют «пост-лаймовым синдромом» (англ. «post–Lyme disease symptoms»). Причина появления таких симптомов пока не определена — возможно, это последствия воспаления, излишней активности иммунной системы, или они могут быть вызваны другой причиной, проявившейся в результате острого инфекционного заболевания. Нет никаких доказательств, что симптомы пост-лаймового синдрома вызваны боррелиями, длительный приём антибиотиков не помогает таким пациентам. При этом «Лайм-грамотные» врачи ссылаются на рассказы (англ. anecdotes) о единичных случаях улучшения состояния больных после длительных курсов антибиотиков, хотя рассказы о единичных случаях — худшие свидетельства. Многочисленные грамотно поставленные клинические исследования показали бесполезность длительного курса антибиотиков при лечении пациентов с симптомами пост-лаймового синдрома
Расхождения во мнениях привели к двум подходам к лечению болезни Лайма в США. Первый подход сформулирован Американским обществом инфекционных болезней (англ. Infectious Diseases Society of America, IDSA), второй — Международным обществом болезни Лайма и связанных с ней заболеваний (англ. International Lyme and Associated Diseases Society, ILADS). Подход IDSA отличается строгим следованием протоколу лечения (ограниченному во времени), тогда как в подходе ILADS при лечении болезни учитывается мнение и предпочтения пациента. При этом ILADS постулирует недолеченность у 36−50 % пациентов и утверждает о развитии у них хронической болезни Лайма
В 2006 году коннектикутский прокурор, получивший премию от групп поддержки болезни Лайма, обвинил IDSA в нарушении антимонопольного законодательства США. В результате была проведена экспертиза протокола лечения, изданного IDSA, и он был оставлен без изменений — независимые эксперты подтвердили научную обоснованность предложенного IDSA подхода к лечению болезни Лайма. В расследовании, проведённом Форбс, было обнаружено, что оппоненты IDSA зарабатывают на пациентах, сообщая им диагноз «хроническая болезнь Лайма» и убеждая их в необходимости пройти дополнительное лечение. При этом многие из них для обоснования этого лечения отправляют взятые у пациентов образцы для анализа в конкретную лабораторию, которая часто выдаёт ложноположительный результат. Часть пациентов умерла после такого ненужного лечения.
Согласно научным данным, боррелиоз бывает только в острой форме, хронической болезни Лайма не существует. Более того, бактериальные инфекции в принципе хроническими не бывают, после курса правильно подобранных антибиотиков возбудителя инфекции в организме уже нет, соответственно называть последствия заболевания его «хронической формой» некорректно. Авторы Johnson и Stricker, критикующие научно обоснованный протокол лечения боррелиоза IDSA, выступают с нетрадиционными взглядами на лечение (используют методы альтернативной медицины). Их утверждения о конфликте интересов не соответствуют действительности так же, как и аналогичные их заявления 2000 года в адрес NIH, FDA и CDC, признанные тогда необоснованными. Кроме того, эти авторы скрыли собственный конфликт интересов (они входят в руководство ILADS). Stricker и Johnson публикуют в своих статьях фальсифицированные данные и пишут ложные утверждения. Эти люди действуют вопреки этическим нормам. Врачи и исследователи должны противостоять таким антинаучным, необоснованным и неэтичным нападкам на тех, кто поддерживает доказательный подход к лечению пациентов.
В то же время в российской литературе и клинических рекомендациях отмечена склонность болезни Лайма к хроническому и рецидивирующему течению заболевания, хронической формой при этом называется течение болезни более шести месяцев. Возможность хронизации болезни Лайма отмечается и в Китае.
В России хроническую болезнь Лайма признают врачи, не имеющие отношения к инфекционным заболеваниям, например, ревматолог и аллерголог-иммунолог, которые активно пропагандируют свою позицию в СМИ и известны своими публичными обращениями в государственные учреждения.

## Диагностика
- Клиническая диагностика: Болезнь Лайма диагностируется на основании эпидемиологического анамнеза (посещение леса, присасывание клеща) с учётом времени года (лето, начало осени), а также клинической картины: появление мигрирующей кольцевидной эритемы. В последующем к кожным поражениям присоединяются неврологические, суставные и кардиальные симптомы. Следует учитывать, что некоторые больные не замечают или забывают о том, что снимали клеща с кожного покрова. В этих случаях диагностическое значение имеет наличие клинических стадий болезни, а также данные лабораторных исследований.

- Микробиология: Боррелии могут быть выделены в чистой культуре из поражённых тканей и биологических жидкостей больного человека (краевая зона мигрирующей кольцевидной эритемы, биоптаты кожи при доброкачественной лимфоцитоме кожи и хроническом атрофическом акродерматите). Так как количество спирохет в тканях и жидкостях организма незначительно, то непосредственное выделение возбудителя болезни Лайма варьирует в широких пределах. Например, выделение боррелий из краевой зоны мигрирующей кольцевидной эритемы колеблется в пределах 6—45 %. Результаты выделения боррелий из цереброспинальной жидкости и крови ещё ниже и зависят от стадии болезни. Спирохеты могут быть видны под микроскопом после импрегнации серебром по методу Вартина-Старри.

- Лабораторный анализ: Очень важным для подтверждения диагноза является серологическое исследование, которое основано на выявлении антител к боррелиям в сыворотке крови, цереброспинальной и синовиальной жидкостях, с помощью реакции непрямой иммунофлюоресценции (РНИФ), иммуноферментного анализа (ИФА), иммуноблоттинга, иммуноспота и ПЦР метода[45]. В этих реакциях в качестве антигена используют как целые микробные клетки, так и ультразвуковые дезинтеграторы B. burgdorferi. В РНИФ обычно применяют целые микробные клетки. Диагностически значимым считают титр 1:64 и выше. Реже для диагностики используют реакцию непрямой агглютинации и иммунофлюорометрию.
  - Лабораторные методы диагностики имеют существенное значение при установлении диагноза стёртых, субклинических форм и в поздние сроки. На ранних стадиях болезни Лайма серологическое исследование примерно в 50 % случаев неинформативно, поэтому важно исследовать парные сыворотки с интервалом в 20—30 дней.
  - Для поздних стадий болезни характерно значительное повышение титров антител, особенно при атрофическом акродерматите (100 % случаев). При хронических артритах описано выделение боррелий из крови при низких титрах антител в сыворотке.
  - Ложноположительные серологические реакции наблюдаются у больных сифилисом, возвратным тифом, другими спирохетозами, а также при ревматических заболеваниях и при инфекционном мононуклеозе.

## Дифференциальная диагностика
Дифференциальный диагноз болезни Лайма зависит от стадии её развития. Необходимо дифференцировать системный клещевой боррелиоз от клещевого энцефалита, рожи, эризипелоида, целлюлита и т. д. От перечисленных болезней боррелиоз необходимо дифференцировать в I стадии. Во II стадии дифференциальный диагноз необходимо проводить с различными формами клещевого энцефалита, с ревмокардитом и кардиопатиями. В III стадии дифференциальный диагноз необходимо проводить с ревматизмом, ревматоидным артритом, реактивным артритом, болезнью Рейтера. В дифференциальной диагностике помогают морфологические исследования синовиальной оболочки.

## Лечение
На территории США не позднее 72 часов после укуса и удаления клеща рекомендуется профилактический однократный приём доксициклина (200 мг), который снижает риск заболевания и уменьшает проявление симптомов в случае их появления. Независимо от этого рекомендуется следить за симптомами. Рекомендация к профилактическому приёму доксициклина указана в Руководстве по клинической практике Американского общества инфекционных заболеваний (англ. Clinical Practice Guidelines by the Infectious Diseases Society of America).
Лечение болезни Лайма должно быть комплексным, включать в себя адекватные этиотропные и патогенетические средства. Необходимо учитывать стадию болезни.
Если лечение антибактериальными препаратами начато уже на I стадии при условии отсутствия признаков поражения нервной системы, сердца, суставов, то значительно снижается вероятность развития неврологических, кардиальных и артралгических осложнений.
На ранних стадиях препаратом выбора считается тетрациклин в дозе 1,0—1,5 г/сутки в течение 10—14 дней.
Не вылеченная мигрирующая кольцевидная эритема может исчезнуть спонтанно, в среднем через 1 месяц (от 1 дня до 14 месяцев), однако антибактериальное лечение способствует исчезновению эритемы в более короткий срок, а главное, может предупредить переход во II и III стадии заболевания.
Наряду с тетрациклином эффективен при болезни Лайма и доксициклин, который необходимо назначать больным с кожными проявлениями болезни (мигрирующая кольцевидная эритема, доброкачественная лимфома кожи)— по 0,1 г 2 раза в сутки, курс лечения 10 дней. Детям до 8 лет назначают амоксициллин (амоксил, флемоксин) внутрь 30—40 мг/(кг ⋅ сут) в 3 приёма или парентерально 50—100 мг/(кг ⋅ сут) в 4 инъекциях. Нельзя снижать разовую дозу препарата и уменьшать кратность приёма лекарств, так как для получения терапевтического эффекта необходимо постоянно поддерживать достаточную бактериостатическую концентрацию антибиотика в организме больного.
При выявлении у больных признаков поражения нервной системы, сердца, суставов (у больных с острым и подострым течением) назначать препараты тетрациклинового ряда нецелесообразно, так как у некоторых больных после проведённого курса лечения возникали рецидивы, поздние осложнения, болезнь приобретала хроническое течение. При выявлении неврологических, кардиальных и суставных поражений обычно применяют пенициллин или цефотаксим, цефтриаксон.
Пенициллин назначают больным системным клещевым боррелиозом при поражениях нервной системы во II стадии, а в I стадии — при миалгиях и фиксированных артралгиях. Применяются высокие дозы пенициллина — по 20 0 000 ЕД/кг в сутки внутримышечно или в комбинации с внутривенным введением. Однако более эффективным в последнее время считается ампициллин в суточной дозе 100 мг/кг в течение 10—30 дней.
Из группы цефалоспоринов самым эффективным антибиотиком при болезни Лайма считается цефтриаксон, который рекомендуется назначать при ранних и поздних неврологических расстройствах, высокой степени атриовентрикулярной блокады, артритах (в том числе хронических). Препарат вводят внутривенно по 100 мг/кг/сутки в течение 2 недель.
Из макролидов применяется эритромицин, который назначают больным при непереносимости других антибиотиков и в ранние стадии болезни в дозе 30 мл/кг в сутки в течение 10—30 дней.
В последние годы получены сообщения об эффективности азитромицина, применяемого у больных с мигрирующей кольцевидной эритемой в течение 5—10 дней.
Риск развития хронических форм боррелиозной инфекции связан как с выраженностью клинических проявлений острого периода заболевания и полиорганностью поражения, так и с адекватностью выбранного антибиотика, его продолжительности и дозы. В связи с этим разработка новых схем лечения раннего боррелиоза у детей с использованием высокоэффективных в отношении возбудителя антибактериальных препаратов нового поколения является достаточно своевременной.
В новом подходе при локализованной форме помимо 14-дневных пероральных курсов известными антибактериальными препаратами предлагается использовать бензилпенициллин (пенициллин G) внутримышечно в течение 14 дней, а при диссеминации возбудителя рекомендуется назначение цефалоспоринов III поколения внутримышечно курсом до 14 дней. Однако недостатком описанного способа является то, что после использования пенициллина G частота хронизации составляет до 40—50 %, а лечение форм с поражением внутренних органов 14-дневным курсом цефалоспоринов III поколения представляется недостаточным для элиминации возбудителя, для которого характерна внутриклеточная персистенция в ретикуло-эндотелиальной системе макроорганизма, что приводит к рецидивам заболевания и переходом в хроническое течение.
Технический результат настоящего лечебного метода состоит в предупреждении развития хронического течения иксодового клещевого боррелиоза у детей и сокращении сроков стационарного лечения. Этот результат достигается тем, что при использовании антибактериальной терапии согласно изобретению в зависимости от формы и степени тяжести заболевания при эритемной и безэритемной формах назначают цефобид внутримышечно 2 раза в сутки в течение 10 дней в суточной дозе 100 мг на 1 кг массы тела с последующим назначением при эритемной форме бензатин бензилпенициллина внутримышечно 1 раз в месяц на протяжении трёх месяцев в дозе 50 мг на 1 кг массы тела; при безэритемной форме — внутримышечно 1 раз в месяц на протяжении шести месяцев в дозе 50 мг на 1 кг массы тела; при поражении внутренних органов и систем назначают цефобид внутримышечно 14 дней 2—3 раза в сутки в суточной дозе 200—300 мг на 1 кг массы тела с последующим назначением бензатин бензилпенициллина внутримышечно 1 раз в 2 недели на протяжении трёх месяцев в дозе 50 мг на 1 кг массы тела и далее 1 раз в месяц на протяжении ещё трёх месяцев в дозе 50 мг на 1 кг массы тела.
Цефобид (цефоперазон) является полусинтетическим цефалоспориновым антибиотиком III поколения с широким спектром действия, предназначенным только для парентерального введения. Бактерицидное действие препарата обусловлено ингибированием синтеза стенки бактерии. Высокие терапевтические уровни цефобида достигаются во всех тканях и жидкостях, что необходимо для уничтожения боррелий в месте первичного внедрения и при развитии диссеминации в организме. Длительность курса 10 дней определяется быстрым регрессом клинических симптомов при лечении цефобидом. Суточная доза 100 мг на 1 кг массы тела определяется фармакокинетикой препарата и является достаточной для проникновения вещества в ткани и жидкости при неповреждённых биологических барьерах.
Назначение бензатин бензилпенициллина (бициллин,ретарпен, экстенциллин), препарата пролонгированного действия, оказывающего бактерицидное действие на чувствительные размножающиеся микроорганизмы за счёт подавления синтеза мукопептидов клеточной стенки, призвано закрепить эффект основного курса и способствовать уничтожению возбудителя, персистирующего в биологических жидкостях и тканях макроорганизма. Сроки назначения бензатин бензилпенициллина (3—6 мес) обусловлены тем, что наибольшая частота рецидивов и развитие хронического течения заболевания наблюдаются в период 3—6 месяцев.
Доза препарата является максимальной у детей, и после внутримышечного введения абсорбция активного вещества происходит в течение длительного времени (21—28 дней).
Увеличение дозы не влияет на эффективность антибиотика. При безэритемной форме курс терапии бензатин бензилпенициллином удлиняется до 6 месяцев, так как при этой форме после внедрения боррелий в кожу происходит их проникновение в регионарные лимфоузлы, диссеминация возбудителя и частое развитие хронизации заболевания. При поражении внутренних органов и систем цефобид назначается курсом 14 дней в максимальных дозах с целью достижения проникновения антибиотика через повреждённые биологические барьеры. Последующий курс бензатин бензилпенициллина предлагается проводить 1 раз в 2 недели в течение первых 3 месяцев, далее 1 раз в 1 месяц на протяжении ещё 3 месяцев с целью увеличения длительности действия антибиотика на персистирующий внутриклеточно микроорганизм. Длительность курса 6 месяцев определяется тем, что это наиболее частый период развития хронизации заболевания.
При хроническом течении болезни курс лечения пенициллином по той же схеме продолжается 28 дней. Представляется перспективным использование антибиотиков пенициллинового ряда пролонгированного действия — экстенциллина (ретарпена) в разовых дозах 2,4 млн ЕД 1 раз в неделю в течение 3 нед.
В случаях микст-инфекции (болезнь Лайма и клещевой энцефалит) наряду с антибиотиками применяют противоклещевой гамма-глобулин.
Превентивное лечение пострадавших от укуса инфицированного боррелиями клеща (исследуют содержимое кишечника и гемолимфа клеща методом темнопольной микроскопии) проводят тетрациклином по 0,5 г 4 раза в сутки в течение 5 дней. Также в этих целях с хорошим результатом используют ретарпен (экстенциллин) в дозе 2,4 млн ЕД внутримышечно однократно, доксициклин по 0,1 г 2 раза в сутки в течение 10 дней, амоксиклав по 0,375 г 4 раза в сутки в течение 5 дней. Лечение проводят не позже 5-го дня от момента укуса. Риск возникновения заболевания уменьшается до 80 %.
Наряду с антибиотикотерапией применяется патогенетическое лечение. Оно зависит от клинических проявлений и тяжести течения. Так, при высокой лихорадке, выраженной интоксикации парентерально назначаются дезинтоксикационные растворы, при менингите — дегидратационные средства, при невритах черепных и периферических нервов, артралгиях и артритах — физиотерапевтическое лечение.
При Лайм-артрите чаще применяют нестероидные противовоспалительные препараты (напроксен, индометацин, хлотазол), иммунодепрессанты (плаквенил), анальгетики, физиотерапию.
Для уменьшения аллергических проявлений используют десенсибилизирующие препараты в обычных дозировках.
Нередко на фоне применения антибактериальных препаратов наблюдается, как и при лечении других спирохетозов, выраженное обострение симптомов болезни (реакция Яриша-Герсгеймера, описанная впервые в XVI веке у больных сифилисом). Обусловлены эти явления массовой гибелью спирохет и выходом эндотоксинов в кровь.
В период реконвалесценции больным назначают общеукрепляющие средства и адаптогены, витамины группы А, В и С.

## Прогноз
Благоприятный исход болезни во многом зависит от своевременности и адекватности этиотропной терапии, проводимой в острый период болезни.
Иногда даже без лечения системный клещевой боррелиоз прекращается на ранней стадии, оставляя после себя «серологический хвост». Прогностически неблагоприятным в плане выздоровления является сохранение высоких титров IgG-антител к возбудителю. В этих случаях независимо от клинических проявлений болезни рекомендуется проводить повторный курс антибиотикотерапии в сочетании с симптоматическим лечением.
В ряде случаев болезнь поэтапно переходит в третичный период, что, возможно, связано с дефектом специфического иммунного ответа или факторов неспецифической резистентности организма. В случае неврологических и суставных поражений прогноз в отношении полного выздоровления неблагоприятен.
После перенесённого заболевания рекомендуется диспансерное наблюдение больных в условиях КИЗа в течение года (с проведением клинико-лабораторного обследования через 2—3 недели, 3 месяца, 6 месяцев, 1 год).
Если сохраняются кожные, неврологические или ревматические проявления, больного направляют к соответствующим специалистам с указанием этиологии болезни.
Вопросы дальнейшей трудоспособности решаются с участием инфекциониста на ВКК поликлиники.

## Профилактика
Специфической профилактики боррелиоза не существует.
В настоящее время усилия по профилактике болезни Лайма сочетают несколько методов и подходов: акарицидная обработка территорий, управление ландшафтом, управление популяциями разносчиков клещей, а также персональные меры защиты.
Персональная профилактика представляет собой меры предосторожности против укусов клещей в эндемичных регионах. В первую очередь это поиск и оперативное удаление клещей после посещения мест, где они могут попасть на человека. Поскольку обычно заражение происходит спустя 36 часов после укуса, эти меры эффективны для предотвращения болезни. Осматривать тело для выявления клещей нужно каждые два часа.
Поскольку клещи живут в траве и листве, необходимо избегать нахождения в местах, где придётся тесно контактировать с растительностью. При посещении таких мест необходимо надевать светлую одежду, на которой хорошо заметны клещи, закрывающую всё тело, чтобы затруднить клещам доступ к телу. Также нужно применять репелленты.
После укуса клеща врач может назначить антибиотики доксициклин и цефтриаксон.
Больной болезнью Лайма не представляет опасности для окружающих и не может заразить их.

### Вакцины
В 1995 году компания SmithKline Beecham разработала вакцину LYMErix от боррелиоза. Эта вакцина стала жертвой антипрививочного движения. Во время клинических испытаний вакцины на добровольцах у нескольких из них проявился аутоиммунный артрит. Ещё до завершения испытаний СМИ опубликовали жуткие истории пострадавших от испытаний вакцины. В дальнейшем в независимых исследованиях связь между вакциной и артритом не была подтверждена, и в декабре 1998 года FDA одобрило её использование в США. Но к этому времени вакцина уже получила дурную славу и оказалась невостребованной населением, в результате её производство было прекращено. В настоящее время вакцинироваться от болезни Лайма нет возможности. Однако вакцинная защита снижается со временем, и люди, вакцинированные LYMErix до 2002 года, возможно, уже не имеют достаточной защиты.
Неудача вакцины LYMErix вызвана суммой факторов. К ним относятся основанное на неподтверждённых случаях негативное общественное мнение, угрозы коллективного иска и предположения о небезопасности вакцины, которые снизили доверие общественности, а также неверное истолкование рекомендаций CDC и ACIP, как «слабых». Каждый из этих факторов важен также для любой новой вакцины от боррелиоза. Перспективы будущей вакцины зависят от понимания и решения вопросов на стыке науки, политики и общественного мнения.
Исследования по созданию вакцин продолжаются. Испытания на животных мРНК-вакцины, содержащей основные белки из слюны клещей, показали, что возникающая иммунная реакция приводит к отпаданию клеща от хозяина, что предотвращает заражение боррелиозом и другими передаваемыми при укусах заболеваниями.